# Taylor McKessie
Taylor McKessie est un personnage de la trilogie de films musicaux américaine High School Musical. Elle est interprétée par Monique Coleman.
Elle est la présidente du club de chimie du lycée. Elle devient rapidement la meilleure amie de Gabriella Montez et la petite amie de Chad Danforth.

## Biographie fictive

### High School Musical: Premiers Pas sur scène
Taylor se lie rapidement d'amitié avec la nouvelle, Gabriella Montez, dont elle est impressionnée par l'intelligence. Taylor n'apprécient pas tellement les sportifs au début du film, considérant n'être pas du même monde qu'eux.
Afin de s'assurer que Gabriella soit occupée par une activité et qu'elle ne tente pas sa chance pour la comédie musicale du lycée, Sharpay Evans met dans le casier de Taylor des documents qu'elle a trouvé sur Internet et qui évoque les capacités et les talents de Gabriella en mathématiques. Elle souhaite que Taylor propose à Gabriella de participer au décathlon scientifique. 
Pensant que c'est Gabriella elle-même qui a mis ces papiers dans son casier, Taylor lui propose en effet de participer au décathlon. Gabriella hésite, elle doit aider sa mère à déménager ce semestre et se concentrer sur les cours qu'elle doit rattraper. Finalement, elle accepte de rejoindre l'équipe des scientifiques. 
Lorsque Gabriella et Troy participent à la comédie musicale, Chad Danforth et Taylor mettent en place un plan pour essayer de les séparer. Chad et les Wildcast font dire à Troy que Gabriella et l'audition ne sont pas importants pour lui et le film, et Taylor et les scientifiques montre cette vidéo à Gabriella qui a le cœur brisé. Voyant la tristesse des deux protagonistes, Taylor et Chad se rendent compte de leur erreur, s'excusent et décident d'encourager leurs amis.
Alors que Sharpay a réussi à faire décaler l'audition au même moment que le match de championnat des Wildcast et que le décathlon scientifique, pour empêcher Troy et Gabriella de participer, Taylor réussit à faire écourter le match en générant un problème technique et à écourter le décathlon en déclenchant une réaction chimique et donc évacuation de la salle.
À la fin du film, le match de championnat est gagné par les Wildcast, le décathlon scientifique par Taylor, Gabriella et toute l'équipe, et Troy et Gabriella décrochent le premier rôle dans la comédie musicale. Taylor tombe sous le charme de Chad Danforth après son invitation à la fête.

### High School Musical 2
Taylor est embauché avec tous ses amis dans le Country Club Lava Springs appartenant aux parents de Sharpay et Ryan Evans. 
Elle est chargée du planning des activités par le directeur du club, monsieur Fulton. 
Taylor est la première à remarquer que Troy est en train de changer à cause de Sharpay qui lui promet tout ce qu'il souhaite, notamment une bourse d'études à l'université d'Albuquerque. Elle va pouvoir passer du temps avec Chad. 

### High School Musical 3: Nos années lycée
Taylor est la présidente du conseil de fin d'année. Elle doit faire avec Gabriella l'album du lycée. Elle pousse cette dernière à accepter d'aller à la pré-rentrée de l'université Stanford.
Chad lui demande si elle veut bien aller avec lui au bal de fin d'année. Elle accepte lorsque Chad lui redemande publiquement à la cantine du lycée en lui offrant un bouquet de fleurs. Chad et Taylor vont danser ensemble au bal de promo.
Taylor est admise à l'université Yale pour étudier les sciences politiques. Elle déclare d'ailleurs dans le film que son projet est de devenir la première femme présidente des États-Unis d'Amérique.

## Chansons interprétées

### High School Musical: Premiers Pas sur scène
- We’re All in This Together

### High School Musical 2
- What Time Is It?
- Work This Out
- All for One

### High School Musical 3: Nos années lycée
- A Night to Remember
- We're All in This Together (Graduation Mix)
- High School Musical